# Могилёвская экономия
Могилёвская экономия (1589—1772) ― королевское владение в Великом княжестве Литовском.

## История создания
После войн и эпидемий, магнаты на востоке Великого княжества Литовского из-за нехватки рабочих рук стали переводить крестьян на чинш, введение которого началось в королевских экономиях. Именно с экономий шли доходы на нужды королевского двора и в государственную казну. Экономий в ВКЛ было 5: Брестская, Витебская, Гродненская, Кобринская и Могилёвская экономии.
Могилёвская экономия создана в 1589 году из государственных владений, доход шёл на содержание королевского двора (стола). Экономией руководила королевская администрация во главе со старостой и подстаростой. Часть земель экономии сдавалась в аренду. Так, Лев Сапега был державцем экономии в 1619 году.

## Структура экономии
Экономия делилась на 12 войтовств и один ключ (1743), в состав которых входило 3 города (Могилёв, Чаусы, Чериков), 219 деревень (1774). Экономия имела 6135 волок земли (1743), 5261 крестьянский двор (дым), 25063 человек (1772).
Средний размер крестьянского надела ― половина волоки. Основная повинность ― чинш.
После присоединения восточной части Белоруссии к Российской империи (1772) земли Могилёвской экономии дарованы частным лицам, экономия аннулирована.